# Koszary w Czortkowie

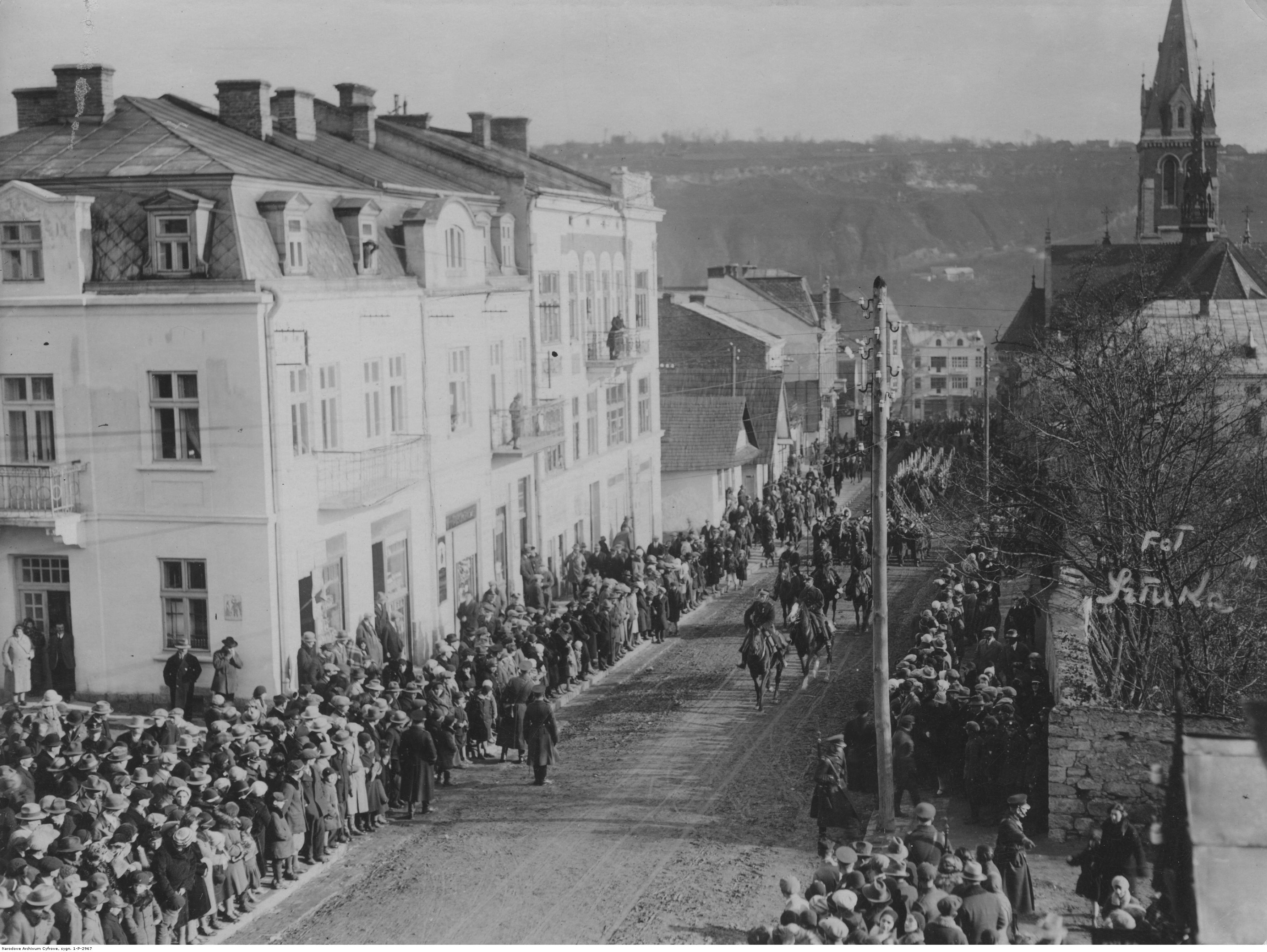
Obchody Święta Niepodległości w Czortkowie 11 listopada 1930 - fragment defilady wojskowej

Koszary w Czortkowie – kompleksy koszarowe znajdujące się na terenie garnizonu Czortków.

## Charakterystyka
Na terenie garnizonu czortkowskiego w okresie II Rzeczypospolitej funkcjonowały cztery kompleksy koszarowe. Trzy z nich to poaustriackie koszary, w których do 1914 stacjonowały pododdziały III/95 pułku piechoty i I/2 pułku dragonów. Czwarty z nich wybudowany został w 1938 dla dywizjonu artylerii lekkiej Korpusu Ochrony Pogranicza.
W 1919 w Czortkowie zaczęły instalować się oddziały Wojska Polskiego. W myśl rozkazu Naczelnego Dowództwa WP L24550/IV, rozkazem oficerskim nr 1 z 19 sierpnia 1919 sformowano między innymi 4 batalion etapowy (I Lwowski be) i uzupełniono z kadry wartowniczej przy batalionie zapasowym 40 pułku piechoty. W jego skład weszły wszystkie formacje etapowe w powiatach: Czortków, Husatyn, Buczacz i Borszczów. Były to kompanie etapowe: 8., 15., 19., 24. (1 pluton), 48. (1 pluton), 51., 53., 54., 58., 59. Z nich utworzono etatowe 4 kompanie etapowe batalionu. Dowódcą batalionu został por. Eugeniusz Steyer, a mp dowództwa batalionu stał się Czortków.
Koszary Górne (kawalerii), mieszczące się przy dzisiejszej ul. Stepana Bandery 64, miały pojemność dwóch szwadronów. Był to jeden podłużny budynek stajni, dwa koszarowce, budynek dowództwa i kryta ujeżdżalnia. W 1923 zajęły je pododdziały 9 pułku Ułanów Małopolskich. Do ułanów w 1925 dołączył 13 szwadron KOP.

W Koszarach Dolnych (piechoty), mieszczących się przy dzisiejszych ulicach B. Lepkoho – Stepana Bandery – Jewhena Konowalca, stacjonował jeden szwadron 9 puł., a od jesieni 1927 także nowo sformowany 25 batalion KOP. 
Ponadto w Wygnance (Czortków, ul. Wasilija Czapajewa) mieściły się budynki składów wojskowych, powstałe jeszcze w okresie władzy rosyjskiej. Do 1914 były to magazyny żywnościowe i odzieżowe austriackiego III/95 pułku piechoty, a w czasie I wojny światowej zostały spalone przez Rosjan.
Koszary Górne przetrwały praktycznie w całości i obecnie (2020) stoją w większości puste. W krytej ujeżdżalni rozlokowały się firmy i utworzono magazyny. Koszary Dolne zamieniono na mieszkania, a w miejscu magazynów na Wygnance wzniesiono po wojnie fabrykę cukierków, obecnie zrujnowaną.